# Klemen Slakonja
Klemen Slakonja (ur. 3 czerwca 1985 w Brežicach) – słoweński komik, aktor, piosenkarz i osobowość telewizyjna. Reprezentant Słowenii w 69. Konkursie Piosenki Eurowizji (2025).

## Życiorys
Ukończył Akademię Teatru, Radia, Filmu i Telewizji w Lublanie.
Karierę medialną rozpoczął w lokalnym radiu Energy, a późnej pracował w radiu Ga-Ga. Od 2010 gra w Słoweńskim Teatrze Narodowym Drama w Lublanie. Wielokrotnie otrzymywał nagrody medialne Viktor w różnych kategoriach. Jako aktor wystąpił w kilku filmach: krótkometrażowych Vučko i Osa (oba z 2007) oraz Palčica (2009) oraz w pełnometrażowym Osebna prtljaga (2009). Podłożył również głos w krótkometrażowym filmie animowanym „Cipercoper” z 2014 roku, a także głos Alvina w filmie Alvin i wiewiórki oraz „Alvin i wiewiórki 2”.

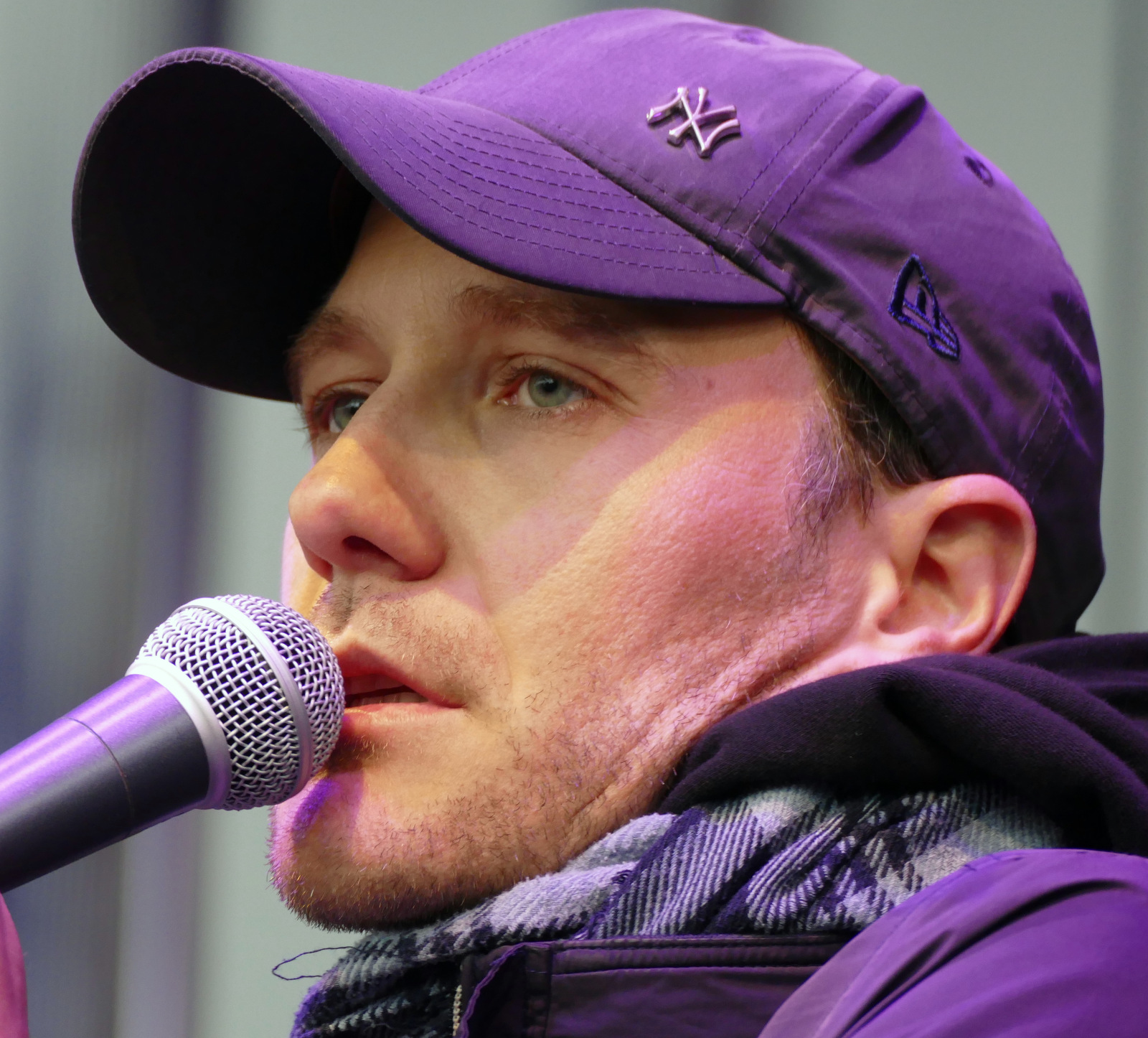
Slakonja (2022)

W 2011 poprowadził finał słoweńskich eliminacji do Konkursu Piosenki Eurowizji, podczas których wykonał utwór „16 let skomin”, będący mieszanką wszystkich dotychczasowych słoweńskich utworów eurowizyjnych, a także przedstawiał wyniki głosowania słoweńskiego jury i telewidzów w finale Eurowizji 2011. W 2012 ponownie prowadził słoweńskie eliminacje eurowizyjne, podczas których wykonał utwór „Slovenia Will Win”, wcielając się w Bono, Stinga, Jamesa Blunta, Eltona Johna, członków Wiedeńskiego Chóru Chłopięcego, Justina Biebera, Lenny’ego Kravitza, Gospel Choir, Lady Gagi i Chrisa Martina. W tym samym roku wziął udział w kampanii promocyjnej atrakcji turystycznych Macedonii. W lutym 2013 zaprezentował piosenkę „JJ Style”, będącą parodią utworu Psy’a „Gangnam Style” i Janeza Janšy. W lutym 2016 wcielił się w rolę prezydenta Rosji Władimira Putina, parodiując go utworem „Putin, Putout” zaprezentowanym podczas słoweńskich eliminacji do 61. Konkursu Piosenki Eurowizji, których był prowadzącym. Kilka dni po opublikowaniu teledysku w serwisie YouTube obejrzało go ponad 1,5 miliona osób, a do lipca 2017 – niespełna 12 milionów. Oprócz parodii Putina, podczas eliminacji wykonał także własną wersję piosenki „Heroes” Månsa Zelmerlöwa, zwycięzcy Konkursu Piosenki Eurowizji 2015. Pół roku później utworem „Golden Dump (The Trump Hump)” sparodiował Donalda Trumpa. 3 lipca 2017 opublikował kolejny utwór, „Ruf mich Angela”, w którym sparodiował kanclerz Niemiec Angelę Merkel. Początkowo miał on zostać opublikowany 17 czerwca 2017, jednakże premiera została przesunięta ze względu na śmierć Helmuta Kohla. Parodiował także m.in. papieża Franciszka, Gorana Dragicia, Jamiego Olivera i Lukę Dončicia, a także filozofa Slavoja Žižka. W grudniu 2017 we współpracy z firmą energetyczną Borzen stworzył piosenkę „Kako si lepa”, mającą na celu podniesienie świadomości o efektywnym wykorzystaniu energii i dbałość o środowisko. W 2020 po raz kolejny poprowadził słoweńskie eliminacje do 65.Konkursu Piosenki Eurowizji; na początku wcielił się w rolę zwycięzcy Konkursu Piosenki Eurowizji 2019, Duncana Laurence’a, a podczas występu spadła na niego lampa, po czym emisja została przerwana, co później okazało się zaplanowaną akcją artysty. Podczas eliminacji wystąpił jeszcze raz, tym razem wcielając się w rolę dotychczasowych reprezentantów Słowenii w Konkursie Piosenki Eurowizji, podsumowując tym samym historię występów tego kraju. W 2021 został prowadzącym programu Kdo si ti? Zvezde pod masko.
W 2025 z piosenką „How Much Time Do We Have Left” zwyciężył w programie EMA 2025, dzięki czemu otrzymał prawo do reprezentowania Słowenii w 69. Konkursie Piosenki Eurowizji w Bazylei. 13 maja wystąpił w pierwszym półfinale, jednak nie zakwalifikował się do finału.

## Życie prywatne
Od 2011 jest związany z aktorką Mojcą Fatur, z którą ma dwóch synów: Ruja (ur. 19 marca 2012) i Lva (ur. 2015).

## Dyskografia

### Single
| Rok  | Tytuł                           | Album |
| ---- | ------------------------------- | ----- |
| 2025 | „How Much Time Do We Have Left” | –     |